# Turbonilla lordii
Turbonilla lordii är en snäckart som först beskrevs av E. A. Smith 1880.  Turbonilla lordii ingår i släktet Turbonilla och familjen Pyramidellidae. Inga underarter finns listade i Catalogue of Life.